# تومی مانویا
تومی مانویا (فنلاندی: Tomi Maanoja؛ زادهٔ ۱۲ سپتامبر ۱۹۸۶) بازیکن فوتبال اهل فنلاند است.
از باشگاه‌هایی که در آن بازی کرده‌است می‌توان به باشگاه فوتبال کوپیون پالوسئورا، باشگاه فوتبال آی‌ای‌کی، و باشگاه فوتبال رووانیمی پالوسئورا اشاره کرد.
وی همچنین در تیم‌های ملی فوتبال زیر ۲۱ سال فنلاند و فنلاند بازی کرده‌است.